# 사쿠라이 상

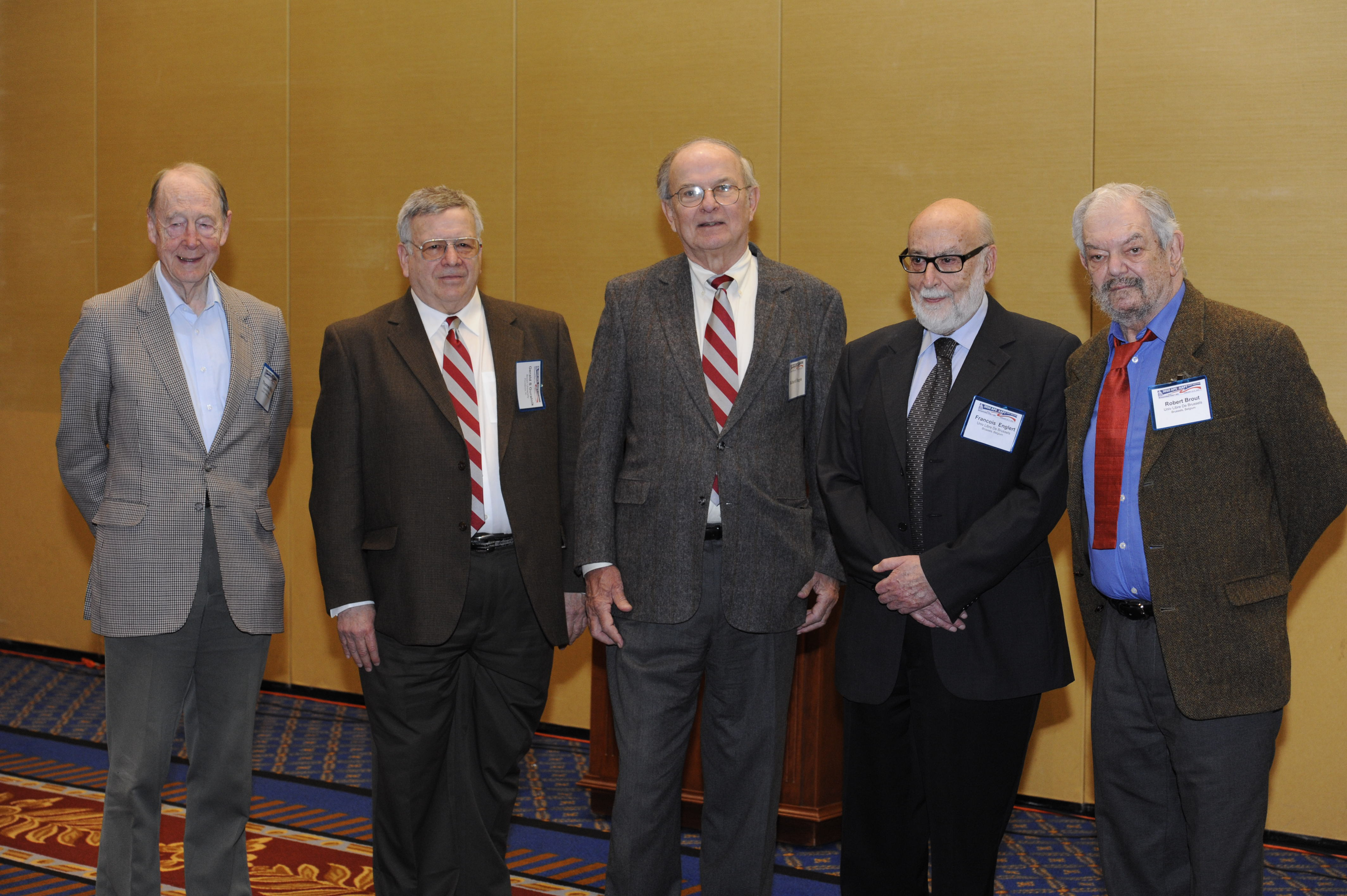
2010년 사쿠라이 상 수상자

J. J. 사쿠라이 이론 입자 물리학상(J. J. Sakurai Prize for Theoretical Particle Physics)은 이론 입자물리학에서 뛰어난 업적을 기리는 상이다. 상금은 1만 (미국) 달러이고, 수상자는 국적 및 소속에 상관없이 정해진다.
매 해마다 여러 명이 수상할 수 있다. 예를 들어, 2010년에는 힉스 메커니즘을 공동으로 발견한 6명의 학자들이 공동으로 수상하였다.

## 역사
미국 물리학회 (American Physical Society)가 젊은 나이에 요절한 물리학자인 사쿠라이 준을 기려 1985년부터 매년 수여하고 있다.

## 수상자 명단
| 연도 | 수상자 이름             | 업적 |
| 1985 | 마스카와 도시히데       | 페르미온 질량 행렬의 일반적인 공식화와 4가지 이상의 쿼크 존재에 대한 선견지명 추론을 통해 전기약력 상호작용 이론에 기여한 공로 |
| 1985 | 고바야시 마코토         | 페르미온 질량 행렬의 일반적인 공식화와 4가지 이상의 쿼크 존재에 대한 선견지명 추론을 통해 전기약력 상호작용 이론에 기여한 공로 |
| 1986 | 데이비드 그로스         | 짧은 거리에서 노나벨 게이지 이론을 분석하고 쿼크 사이의 강력한 상호작용을 이해하는데 이러한 통찰력이 미치는 영향을 연구한 공로 |
| 1986 | 데이비드 폴리처         | 짧은 거리에서 노나벨 게이지 이론을 분석하고 쿼크 사이의 강력한 상호작용을 이해하는데 이러한 통찰력이 미치는 영향을 연구한 공로 |
| 1986 | 프랭크 윌첵             | 짧은 거리에서 노나벨 게이지 이론을 분석하고 쿼크 사이의 강력한 상호작용을 이해하는데 이러한 통찰력이 미치는 영향을 연구한 공로 |
| 1987 | 루차노 마이아니         | 매혹된 입자의 약한 상호 작용에 대한 연구, 이는 기본 상호 작용에 대한 현대 이론 개발의 중요한 단계에 공헌 |
| 1987 | 이오아니스 일리오풀로스 | 매혹된 입자의 약한 상호 작용에 대한 연구, 이는 기본 상호 작용에 대한 현대 이론 개발의 중요한 단계에 공헌 |
| 1988 | 스티븐 루이스 애들러    | 합 법칙과 저에너지 정리를 통해 키랄 대칭의 결과를 밝히는 데 기여한 공로 |
| 1989 | 니콜라 카비보           | 하드론 약한 전류의 구조를 밝히는 데 탁월한 공헌을 한 공로 |
| 1990 | 기노시타 도이치로       | 양자 전기역학 및 전자기약이론의 정밀 테스트에 대한 이론적 기여, 특히 렙톤 변칙 자기 모멘트 계산에 대한 선구적인 연구 |
| 1991 | 블라디미르 그리보프     | 양자장 이론의 고에너지 거동에 대한 초기 선구적인 연구와 비아벨 게이지 이론의 전체 구조에 대한 연구를 해명한 공로 |
| 1992 | 링컨 울펀스타인         | 약한 상호작용 이론, 특히 CP 위반 및 중성미자의 특성에 대한 많은 공헌 |
| 1993 | 메리 캐서린 게일러드    | 입자물리학 현상학과 이론에 대한 공헌, 특히 K 중간자 혼합 및 붕괴와 매력 쿼크의 결합 상태에 QCD를 적용한 벤 리 및 다른 사람들과 연구한 공로 |
| 1994 | 난부 요이치로           | 파이온을 카이랄 대칭의 자발적 파괴 신호로 이해하는 것을 포함하여 장 이론과 입자 물리학에 대한 그의 많은 근본적인 공헌 |
| 1995 | 하워드 조자이           | "강한 상호작용과 전기약한 상호작용의 통합에 대한 선구적인 공헌과 강입자의 특성과 상호작용에 양자 색역학을 적용한 공로" |
| 1996 | 윌리엄 바딘             | 축 변칙의 구조와 의미에 대한 근본적인 통찰력과 섭동 양자 색역학의 이해에 기여 |
| 1997 | 토머스 애플퀴스트       | 샤르모늄과 무거운 입자의 분리에 관한 선구적인 연구 |
| 1998 | 래너드 서스킨드         | 강입자 끈 모델, 격자 게이지 이론, 양자 색역학 및 동적 대칭 파괴에 대한 선구적인 공헌 |
| 1999 | 미하일 시프만           | "비교란 QCD, 비렙톤성 약한 붕괴 및 초대칭 게이지 이론의 분석적 특성을 이해하는데 근본적인 기여 |
| 1999 | 아르카디 바인시테인     | "비교란 QCD, 비렙톤성 약한 붕괴 및 초대칭 게이지 이론의 분석적 특성을 이해하는데 근본적인 기여 |
| 1999 | 발렌틴 자하로프         | "비교란 QCD, 비렙톤성 약한 붕괴 및 초대칭 게이지 이론의 분석적 특성을 이해하는데 근본적인 기여 |
| 2000 | 커티스 캘런             | 재정규화 그룹의 고전적 공식화, 순간 물리학과 단극 및 끈 이론에 대해 공헌 |
| 2001 | 네이선 이즈거           | 무거운 쿼크 질량 팽창을 구축하고 양자 색역학에서 무거운 쿼크 대칭을 발견하여 c 및 b 맛 강입자의 붕괴에 대한 정량적 이론을 이끌어낸 공로 |
| 2001 | 미하일 볼로신           | 무거운 쿼크 질량 팽창을 구축하고 양자 색역학에서 무거운 쿼크 대칭을 발견하여 c 및 b 맛 강입자의 붕괴에 대한 정량적 이론을 이끌어낸 공로 |
| 2001 | 마크 와이즈             | 무거운 쿼크 질량 팽창을 구축하고 양자 색역학에서 무거운 쿼크 대칭을 발견하여 c 및 b 맛 강입자의 붕괴에 대한 정량적 이론을 이끌어낸 공로 |
| 2002 | 윌리엄 마시아노         | 정밀 전자기약 연구를 표준 모델을 조사하고 새로운 물리학을 찾는 강력한 방법으로 만든 복사 보정에 대한 선구적인 연구 |
| 2002 | 알베르토 시를린         | 정밀 전자기약 연구를 표준 모델을 조사하고 새로운 물리학을 찾는 강력한 방법으로 만든 복사 보정에 대한 선구적인 연구 |
| 2003 | 앨프레드 뮬러           | 정확한 정량적 예측과 실험적 테스트를 가능하게 하는 적외선 안전성 및 하드 프로세서의 인수분해와 같은 QCD의 개념과 기술을 개발하여 QCD를 강한 상호작용의 이론으로 확립하는데 도움을 준 공로                                                                                                |
| 2003 | 조지 스터먼             | 정확한 정량적 예측과 실험적 테스트를 가능하게 하는 적외선 안전성 및 하드 프로세서의 인수분해와 같은 QCD의 개념과 기술을 개발하여 QCD를 강한 상호작용의 이론으로 확립하는데 도움을 준 공로                                                                                                |
| 2004 | 이카로스 비기           | B 붕괴의 CP 위반에 대한 매우 유익한 실험 연구의 길을 제시한 선구적인 이론적 통찰력과 CP 및 무거운 맛 물리학 분야에 대한 지속적인 기여 |
| 2004 | 산다 이치로             | B 붕괴의 CP 위반에 대한 매우 유익한 실험 연구의 길을 제시한 선구적인 이론적 통찰력과 CP 및 무거운 맛 물리학 분야에 대한 지속적인 기여 |
| 2005 | 오쿠보 스스무           | 쿼크 모델 개발에 필수적인 단서를 제공한 하드론 질량 및 붕괴율의 패턴에 대한 획기적인 조사와 CP 위반으로 인해 부분적인 붕괴율 비대칭이 허용된다는 사실을 입증한 공로 |
| 2006 | 사바스 디모풀로스       | TeV 규모 물리학에 대한 이론적 연구를 형성하여 광범위한 실험에 영감을 준 동적 대칭 파괴, 초대칭 및 추가 공간 차원에 대한 창의적인 아이디어를 고안해 낸 공로 |
| 2007 | 스탠리 브로드스키       | 소립자 물리학의 중요한 질문, 특히 하드 배타적 강한 상호 작용 과정의 분석에 섭동 양자장 이론을 적용한 공로 |
| 2008 | 알렉세이 스미르노프     | 태양 중성미자 플럭스의 정량적 이해에 필수적인 물질 내 중성미자 진동의 향상에 대한 선구적이고 영향력 있는 연구를 한 공로 |
| 2008 | 스타니슬라프 미헤예프   | 태양 중성미자 플럭스의 정량적 이해에 필수적인 물질 내 중성미자 진동의 향상에 대한 선구적이고 영향력 있는 연구를 한 공로 |
| 2009 | 데이비슨 소퍼           | 고에너지 입자 충돌의 해석에 중추적인 문제에 대한 응용을 포함하여 섭동적 양자 색역학 연구 |
| 2009 | 존 C. 콜린스            | 고에너지 입자 충돌의 해석에 중추적인 문제에 대한 응용을 포함하여 섭동적 양자 색역학 연구 |
| 2009 | 리처드 키스 엘리스      | 고에너지 입자 충돌의 해석에 중추적인 문제에 대한 응용을 포함하여 섭동적 양자 색역학 연구 |
| 2010 | 제럴드 구럴닉           | 4차원 상대론적 게이지 이론에서 자연 대칭 파괴의 특성과 벡터 보존 질량의 일관된 생성을 위한 메커니즘을 설명한 공로 |
| 2010 | 칼 헤이건               | 4차원 상대론적 게이지 이론에서 자연 대칭 파괴의 특성과 벡터 보존 질량의 일관된 생성을 위한 메커니즘을 설명한 공로 |
| 2010 | 토머스 키블             | 4차원 상대론적 게이지 이론에서 자연 대칭 파괴의 특성과 벡터 보존 질량의 일관된 생성을 위한 메커니즘을 설명한 공로 |
| 2010 | 로버트 브라우트         | 4차원 상대론적 게이지 이론에서 자연 대칭 파괴의 특성과 벡터 보존 질량의 일관된 생성을 위한 메커니즘을 설명한 공로 |
| 2010 | 프랑수아 앙글레르       | 4차원 상대론적 게이지 이론에서 자연 대칭 파괴의 특성과 벡터 보존 질량의 일관된 생성을 위한 메커니즘을 설명한 공로 |
| 2010 | 피터 힉스               | 4차원 상대론적 게이지 이론에서 자연 대칭 파괴의 특성과 벡터 보존 질량의 일관된 생성을 위한 메커니즘을 설명한 공로 |
| 2011 | 크리스 퀴그             | 다중 TeV 강입자 충돌기를 사용하여 TeV 규모 물리학의 탐구 과정을 개별적으로, 집합적으로 차트를 작성한 공로 |
| 2011 | 에스티아 아이크턴       | 다중 TeV 강입자 충돌기를 사용하여 TeV 규모 물리학의 탐구 과정을 개별적으로, 집합적으로 차트를 작성한 공로 |
| 2011 | 이언 힌칠리프           | 다중 TeV 강입자 충돌기를 사용하여 TeV 규모 물리학의 탐구 과정을 개별적으로, 집합적으로 차트를 작성한 공로 |
| 2011 | 케네스 레인             | 다중 TeV 강입자 충돌기를 사용하여 TeV 규모 물리학의 탐구 과정을 개별적으로, 집합적으로 차트를 작성한 공로 |
| 2012 | 귀도 알타렐리           | 입자물리학 표준모델의 상세한 확인으로 이어지는 핵심 아이디어로 고에너지 실험을 통해 양자색역학, 전기약력 상호작용 및 가능한 새로운 물리학에 대한 정확한 정보를 추출할 수 있게 한 공로 |
| 2012 | 토르비에른 셰스트란드   | 입자물리학 표준모델의 상세한 확인으로 이어지는 핵심 아이디어로 고에너지 실험을 통해 양자색역학, 전기약력 상호작용 및 가능한 새로운 물리학에 대한 정확한 정보를 추출할 수 있게 한 공로 |
| 2012 | 브라이언 웨버           | 입자물리학 표준모델의 상세한 확인으로 이어지는 핵심 아이디어로 고에너지 실험을 통해 양자색역학, 전기약력 상호작용 및 가능한 새로운 물리학에 대한 정확한 정보를 추출할 수 있게 한 공로 |
| 2013 | 헬렌 퀸                 | 유명한 강력한 CP 위반 문제를 해결하기 위한 우아한 메커니즘 제안으로 30년 이상 집중적인 실험적, 이론적 조사 대상인 액시온의 발명을 이루게 한 공로 |
| 2013 | 로베르토 페체이         | 유명한 강력한 CP 위반 문제를 해결하기 위한 우아한 메커니즘 제안으로 30년 이상 집중적인 실험적, 이론적 조사 대상인 액시온의 발명을 이루게 한 공로 |
| 2014 | 데이비드 코소워         | 섭동 산란 진폭 계산에 획기적인 기여를 하여 양자장 이론에 대한 더 깊은 이해와 QCD 프로세스 계산을 위한 강력한 새 도구를 개발한 공로 |
| 2014 | 랜스 딕슨               | 섭동 산란 진폭 계산에 획기적인 기여를 하여 양자장 이론에 대한 더 깊은 이해와 QCD 프로세스 계산을 위한 강력한 새 도구를 개발한 공로 |
| 2014 | 츠비 베른               | 섭동 산란 진폭 계산에 획기적인 기여를 하여 양자장 이론에 대한 더 깊은 이해와 QCD 프로세스 계산을 위한 강력한 새 도구를 개발한 공로 |
| 2015 | 조지 즈와이그           | 강입자는 쿼크 또는 에이스라고 불리는 부분적으로 전하를 띤 기본 구성요소로 구성된다는 독립적인 제안과 강입자 질량 및 특성에 대한 제안의 혁명적인 의미를 발전시킨 공로 |
| 2016 | G. 피터 르파주          | 양자장 이론을 입자 물리학에 창의적으로 적용. 특히 강입자 배타적 과정 이론 확립, 비상대론적 유효 장이론 개발, 격자 게이지 이론을 사용한 표준 모델 매개변수 결정에 대한 연구를 한 공로 |
| 2017 | 고든 L. 케인            | 힉스 보존의 특성, 반응, 특징에 관한 이론에 중요한 기여 |
| 2017 | 하워드 E. 하버          | 힉스 보존의 특성, 반응, 특징에 관한 이론에 중요한 기여 |
| 2017 | 존 F. 구니온            | 힉스 보존의 특성, 반응, 특징에 관한 이론에 중요한 기여 |
| 2017 | 샐리 도슨               | 힉스 보존의 특성, 반응, 특징에 관한 이론에 중요한 기여 |
| 2018 | 앤 넬슨                 | 동적 초대칭 파괴에 대한 독창적인 공동 작업을 포함하여 입자 물리학의 표준 모델을 넘어서는 물리학의 획기적인 탐구와 전기약성 대칭 파괴, 중핵 발생 전기약성 대칭 파괴, 중핵 발생, 강력한 전하 우기성 문제에 대한 솔루션 등의 새로운 모델을 포함하여 광범위한 주제에 혁신적인 기여를 한 공로 |
| 2018 | 마이클 다인             | 동적 초대칭 파괴에 대한 독창적인 공동 작업을 포함하여 입자 물리학의 표준 모델을 넘어서는 물리학의 획기적인 탐구와 전기약성 대칭 파괴, 중핵 발생 전기약성 대칭 파괴, 중핵 발생, 강력한 전하 우기성 문제에 대한 솔루션 등의 새로운 모델을 포함하여 광범위한 주제에 혁신적인 기여를 한 공로 |
| 2019 | 리사 랜들               | 표준 모델을 뛰어넘는 물리학에 대한 창의적인 기여. 특히 공간의 추가 차원을 왜곡한 발견은 대형 강입자 충돌기의 탐구에 엄청난 영향을 미친 계층구조 퍼즐을 해결할 수 있는데 기여. |
| 2019 | 라만 선드럼             | 표준 모델을 뛰어넘는 물리학에 대한 창의적인 기여. 특히 공간의 추가 차원을 왜곡한 발견은 대형 강입자 충돌기의 탐구에 엄청난 영향을 미친 계층구조 퍼즐을 해결할 수 있는데 기여. |
| 2020 | 피에르 시키비에         | 보이지 않는 액시온의 잠재적 가시성을 인식하고 이를 감지하는 새로운 방법을 고안하는 중요한 작업과 우주론적 의미에 대한 이론적 조사를 한 공로 |
| 2021 | 버넌 바저               | W 보존, 톱 쿼크 및 힉스 보존의 발견, 특성화에 기여하는 충돌기 물리학 분야의 선구적인 작업과 실험을 통해 이론적 아이디어를 시험하기 위한 예리한 전략을 개발한 공로 |
| 2022 | 니마 아르카니하메드     | 큰 추가 차원, 작은 힉스에 대한 작업, 더 일반적으로는 약전위 규모의 기원과 연결된 새로운 아이디어에 대한 작업을 포함하여 새로운 실험적 특성을 갖춘 표준 모델을 넘어서는 혁신적인 물리학의 새로운 프레임워크를 개발한 공로                                                                 |
| 2023 | 하인리히 로이트와일러   | 낮은 에너지에서 파이온의 효과적인 장 이론에 대한 근본적인 기여와 글루온이 컬러 옥텟임을 제안한 공로 |
| 2024 | 안제이 부라스           | 쿼크 맛 물리학. 특히 전기 약전이에 대한 고차 QCD 효과 계산을 개발 및 수행하고 카온, D 중간자 및 B 중간자 사이의 현상학적 연결을 그리는데 탁월한 기여를 한 공로 |